# Boris Gnedenko
Boris Vladimirovich Gnedenko (Ulianovsk, 1 de janeiro de 1912 — Moscou, 27 de dezembro de 1995) foi um matemático soviético.
Foi discípulo de Andrei Kolmogorov, trabalhando com teoria das probabilidades.
Gnedenko foi diretor da Seção de Física, Matemática e Química da Academia de Ciências da Ucrânia em 1949, e também no mesmo ano diretor do Instituto de Matemática de Kiev.